# Allorhodoecia
Allorhodoecia từng là một chi bướm đêm thuộc họ Noctuidae. Hiện nó có tên đồng nghĩa là Cuculliinae.